# Hornowski
Hornowski polski herb szlachecki – odmiana herbu Korczak.

## Opis herbu
Opis zgodnie z klasycznymi regułami blazonowania:
W polu czerwonym, podkowa srebrna, barkiem do góry, na której zaćwieczona takaż strzała bez upierzenia, przekrzyżowana ukośnie, wewnątrz podkowy, trzy wręby srebrne - ułożone jeden nad drugim jak w herbie Korczak.
W klejnocie trzy pióra strusie.
Labry - czerwone podbite srebrem.

## Najwcześniejsze wzmianki
Pierwsze informacje o herbie, dotyczą dokumentów sygnowanych pieczęcią ze znakiem rodziny Hornowskich z Hornowa na Litwie, a pochodzą z XVI wieku.

## Herbowni
Hornowski.